# Luís da Borgonha
Luís da Borgonha (Élida, 1297 – 2 de agosto de 1316) foi rei titular de Tessalónica, esteve à frente dos destinos do reino de 1313 até 1316. Seguiu-se-lhe Odo IV, Duque da Borgonha que reinou de 1316 até 1320.